# Hart Mountain
Hart Mountain är ett berg i Kanada.   Det ligger i provinsen Manitoba, i den sydöstra delen av landet, 2 000 km väster om huvudstaden Ottawa. Toppen på Hart Mountain är 823 meter över havet, eller 86 meter över den omgivande terrängen. Bredden vid basen är 5,5 km.
Terrängen runt Hart Mountain är huvudsakligen platt. Hart Mountain är den högsta punkten i trakten. Trakten runt Hart Mountain är nära nog obefolkad, med mindre än två invånare per kvadratkilometer.. Det finns inga samhällen i närheten. 
I omgivningarna runt Hart Mountain växer i huvudsak blandskog.  Trakten ingår i den hemiboreala klimatzonen. Årsmedeltemperaturen är 0 °C. Den varmaste månaden är juli, då medeltemperaturen är 16 °C, och den kallaste är januari, med −16 °C.